# Bill Polian
William Patrick Polian, Jr. (* 8. Dezember 1942 in der Bronx in New York City) ist ein ehemaliger US-amerikanischer American-Football-Funktionär, der unter anderem als General Manager für die Buffalo Bills, die Carolina Panthers und die Indianapolis Colts arbeitete, und NFL-Analyst für ESPN.
Ligaweite Bekanntheit als General Manager erlangte er bei den Bills, wo er ein Team zusammenstellte, dass viermal hintereinander den Super Bowl erreichte, was zuvor und danach keiner anderen Mannschaft gelang. Die Spiele wurden jedoch alle verloren. Nach seinem Aufenthalt in Buffalo wurde Polian General Manager des Expansion Teams der Carolina Panthers, die im zweiten Jahr ihres Bestehens das NFC Championship Game erreichten. Nach drei Jahren wechselte er wieder das Team und wurde zum General Manager und Teampräsidenten der Colts ernannt. Mit diesen gewann er schließlich den Super Bowl XLI.
Für seine Leistungen wurde er im August 2015 in die Pro Football Hall of Fame aufgenommen.

## Frühe Jahre
Bill Polian ist in Fordham, einem Gebiet im Stadtteil der Bronx, New York City, aufgewachsen. Nach der High School besuchte er die United States Merchant Marine Academy und machte 1964 seinen Abschluss in Geschichte an der New York University.

## Karriere

### Erste Stationen
Polians Karriere als Footballfunktionär begann 1978 als sogenannter Pro Scout in der NFL bei den Kansas City Chiefs und in der CFL bei den Montreal Alouettes und Winnipeg Blue Bombers. Als Polian 1977 bei den Montreal Alouettes als Teilzeit-Scout arbeitete, war der Head Coach der Mannschaft Marv Levy. In Montreal arbeiteten die beiden zum ersten Mal zusammen. Die Mannschaft gewann unter Levy in dem Jahr im 65th Grey Cup auch die Meisterschaft im Canadian Football. Fünf Jahre später wurde Polian durch persönliche Beziehungen bei den Winnipeg Blue Bombers eingestellt, wo durch seine Arbeit eine Mannschaft zusammengestellt wurde, die 1984 den 72th Grey Cup gewann. Im selben Jahr nahm er noch die Arbeit als Personnel Director bei den Chicago Blitz auf, die in der neu gegründeten United States Football League (USFL) antraten und von Levy trainiert wurden.

### Buffalo Bills
Nachdem Chicago nach der Saison 1984 keine Spiele mehr spielte, sicherten sich die Buffalo Bills aus der NFL die Dienste von Polian, indem sie ihn ab dem 2. August 1984 als Personnel Director anstellten. Mit einer 2:14 Bilanz nach der Saison 1984 hatten die Bills im darauffolgenden NFL Draft das Recht für den ersten Pick. Mit diesem wollten sie Bruce Smith von der Virginia Polytechnic Institute and State University nach Buffalo holen. Allerdings hatten auch die Baltimore Stars aus der USFL Interesse an Smith. Da die Stars näher an Smiths Heimatstadt Norfolk, Virginia lagen, hatten sie eine bessere Ausgangssituation bei den Gesprächen mit ihm. Polian, der zu dieser Zeit die Vertragsverhandlungen als Personnel Director führte und bisher noch keinen besonderen Ruf hatte, schaffte es jedoch Smith davon zu überzeugen, für Buffalo zu spielen. Mit der Unterschrift von Smith und den im selben Draft ausgewählten Quarterback Frank Reich von der University of Maryland, College Park und Kutztowns Wide Receiver Andre Reed legten sie den Grundstein für die erfolgreiche Mannschaft der Bills in der Ära Polian. Nach der zweiten Saison mit einer 2:14 Bilanz wurde der damalige General Manager Terry Bledsoe entlassen und Polian wurde dafür zum General Manager befördert. In der 1986er Off-Season schaffte es Polian, Jim Kelly, den die Bills bereits 1983 gedraftet hatten, der sich aber für die USFL entschieden hatte, doch noch nach Buffalo zu holen. Während der Saison 1986 wurde der damalige Head Coach Hank Bullough nach andauerndem Misserfolg entlassen und Polian holte Marv Levy als neuen Head Coach nach Buffalo. Der Schritt zeigte sich später als sehr erfolgreicher Schachzug, da die Bills unter Levy und seiner „K-Gun Offense“ unter anderem viermal hintereinander das AFC Championship Game gewannen. Ein Grund für die gute Mannschaftszusammenstellung war, dass Polian ein sehr gutes Händchen bei der Wahl seiner Draftpicks hatte:
- So sind Bruce Smith, Andre Reed und Runningback Thurman Thomas, der 1988 in der zweiten Runde an 40. Stelle ausgewählt wurde, Mitglieder in der Pro Football Hall of Fame.
- Zehn Spieler, die er für die Bills auswählte, spielten im Pro Bowl, darunter auch Tackle Howard Ballard, den Polian als größten Steal betrachtet[3] und
- alle Spieler, bis auf einen, die er in den ersten drei Runden auswählte, spielten in der NFL.[3][6]

Außerdem konnte Polian einige interessante Trades für die Bills arrangieren. Da die Salary Cap, also die Gehaltsobergrenze für die Teams, erst zur Saison 1994 eingeführt wurde, war die Wechselsituation und -möglichkeit der Spieler damals eine andere als heutzutage.
- So wurde zum Beispiel kurz nachdem Levy als Head Coach eingestellt wurde, welcher früher auch Special Teams Coordinator war, Steve Tasker von den Houston Oilers geholt und entwickelte sich zu einem der höchstdekorierten „Spezialisten“ in der Geschichte der NFL.
- Kurz vor der 1987er-Transfer-Deadline fädelten die Bills um Polian einen Dreieckstausch um Cornelius Bennett ein, den die New York Times als „Trade of the Decade“ (Trade des Jahrzehnts) bezeichnete.[7] Die Indianapolis Colts und Bennett, der 1987 von den Colts an zweiter Stelle gedraftet wurde, konnten sich nicht auf einen Vertrag einigen. So wurde Bennett mit dem Dreieckstausch, bei dem der Runningback Eric Dickerson von den Los Angeles Rams und der Runningback Greg Bell von den Bills mit involviert waren, nach Buffalo getauscht, wo seine erfolgreiche Karriere als Outside Linebacker begann.[3]

In den sieben Jahren, in denen Bill Polian bei den Bills als General Manager arbeitete, schaffte er es immer eine sehr gute Mannschaft aufzubauen. So lag die Siegquote während seiner Amtszeit bei 62,2 %, während diese in den sieben Jahren vor seiner Amtszeit nur bei 41,9 % lag. Allerdings gelang der Mannschaft nie der ganz große Erfolg, das heißt, ein Sieg im Super Bowl. Aus diesem Grund wurde er nach der dritten aufeinander folgenden Super-Bowl-Niederlage gegen die Dallas Cowboys entlassen, den die Bills deutlich mit 17:52 verloren.

### Carolina Panthers
Polian arbeitete anschließend zwei Jahre als NFL Vice President of Football Development in der Ligazentrale, bevor er 1995 bei den Carolina Panthers als deren erster General Manager anheuerte. Zusammen mit den Jacksonville Jaguars wurden die beiden Teams neu als Expansion Teams in die NFL aufgenommen. Polian schaffte es dabei für die Panthers ein Team aufzubauen, das in ihrem zweiten Jahr ihre Division gewann und im NFC Championship Game spielte. Dieses verloren sie gegen die Green Bay Packers mit 13:30. Diese Leistung schaffte jedoch zuvor kein anderes Expansion Team und wurde einerseits durch die Verpflichtungen von alternden Free Agents, wie zum Beispiel Tight End Wesley Walls, Cornerback Éric Davis oder Linebacker Kevin Greene ermöglicht und anderseits durch die Verpflichtung von Dom Capers als Head Coach, der unter anderem in den wenigen Wochen die verschiedensten Persönlichkeiten zu einem Team zusammenbringen musste. Nach Unstimmigkeiten mit dem ehemaligen Besitzer der Panthers, Jerry Richardson, verließ Polian die Organisation während der 1997er Saison.

### Indianapolis Colts
Allerdings wurde Polian nicht entlassen, sondern von den Colts für einen Drittrundenpick im NFL Draft 1998 getauscht. Anfang 1997 starb der ehemalige Besitzer der Colts, Robert Irsay. Sein Sohn Jim Irsay, der während des Jahres das Franchise übernahm und CEO der Colts wurde, wollte nach 14 eher erfolglosen Jahren in Indianapolis entschieden etwas dagegen machen. So nahm Irsay Kontakt mit Polian, dem damals besten Footballfunktionär der Liga, auf und man einigte sich mit Jerry Richardson auf den Handel. Somit wurden die Indianapolis Colts am 22. Dezember 1997, einen Tag nach dem die Colts die Regular Season mit einer 3:13 Bilanz abgeschlossen haben, die nächste Station von Polian als Präsident und General Manager. Mit der Bilanz hatten die Colts den schlechtesten Record aller Teams und hatten damit das Recht, den ersten Spieler im NFL Draft 1998 auszuwählen. Polian musste mit dem Pick arbeiten und eine seiner größten Entscheidungen seiner Karriere treffen: auf der einen Seite war der Quarterback der Tennessee Volunteers, Peyton Manning, und auf der anderen Seite der Quarterback der Washington State University, Ryan Leaf. Zu dieser Zeit gab es eine große Debatte, welchen Spieler man nehmen müsse, da Manning zwar die sichere Wahl wäre, jedoch Leaf als der mobilere Quarterback mit dem stärkeren Arm eingeschätzt wurde. Schlussendlich entschied sich Polian für Manning und Leaf wurde als zweiter Spieler ausgewählt, was sich in der Folge als richtige Entscheidung erwies. Auch in den nächsten Jahren hatte Polian im Draft das richtige Gespür für erfolgreiche Spieler:
- Im NFL Draft 1999 wählte er als vierten Spieler den Runningback Edgerrin James, statt den hochgelobten Heisman-Trophy-Gewinners Ricky Williams, den sich schließlich die New Orleans Saints spektakulär als nächsten sicherten.[14]
- Im NFL Draft 2001 wählte er den Wide Receiver Reggie Wayne von der University of Miami aus, was damals großes Unverständnis hervorrief, da sie mit Marvin Harrison einen Top Receiver hatten und Wayne nicht als bester Receiver der Miami Hurricanes angesehen wurde.[13]
- Im NFL Draft 2002 draftete er den Pass Rusher Dwight Freeney,
- Im NFL Draft 2003 draftete er den Linebacker Robert Mathis,
- Im NFL Draft 2004 draftete er den Tight End Dallas Clark.[11]

Alle diese und noch weitere Spieler, die mit späteren Picks geholt wurden, waren unter anderem die Gründe dafür, warum die Colts in dem Jahrzehnt zu den dominierenden Mannschaften gehörten und elfmal an den Play-offs teilnahmen, achtmal die Division und zweimal das AFC Championship Game gewannen. Dass die Spieler der Colts zu dieser Zeit alle irgendwie zusammen passten, zeigt auch die Tatsache, dass zum Beispiel nach der Saison 2007 46 von 53 aktiven Spielern im Roster bis dahin nur für die Colts spielten. Ein anderer wichtiger Grund für die Dominanz der Colts war 2002 die Berufung von Tony Dungy als Head Coach. Mit diesen gewannen die Colts den Super Bowl XLI gegen die Chicago Bears mit 29:17, wodurch Polian seinen ersten Super Bowl gewann. Vor der Saison 2010 zog sich Polian schließlich als General Manager der Colts zurück, blieb aber noch für zwei Jahre Teampräsident. Nach 14 Jahren bei den Colts wurden Polian und sein Sohn Chris, der vier Jahren als Vize-General-Manager tätig war, nach der Saison 2011 und einer 2:14 Bilanz gefeuert. Ein Grund für die wenigsten Siege, seit man 1984 nach Indianapolis gezogen ist, war die Verletzung von Manning, der die gesamte Saison nicht spielen konnte. In den Jahren unter Polian erreichten die Colts einen Record von 143:81 (Siegquote: 63,8 %), erreichten in 14 Jahren elfmal die Play-offs, feierten elfmal in einer Saison mehr als zehn Siege, gewannen achtmal die Division und zweimal das AFC Championship Game und erreichten mit dem Sieg des Super Bowls XLI den Höhepunkt.

## Nach der Karriere
Polian blieb seinem Sport auch nach seiner Karriere als General Manager und Präsident treu. So arbeitet er seit 2012 für ESPN als Kommentator und NFL-Analyst.

## Auszeichnungen und Ehrungen
Für seine Leistungen als General Manager und Footballfunktionär wurde er am 8. August 2015 in die Pro Football Hall of Fame aufgenommen. Zuvor wurde er am 13. Mai 2012 für seine Leistungen bei den Bills als 28. Mitglied in die Buffalo Bills Wall of Fame aufgenommen. Für seine Leistungen bei den Colts wurde er am 1. Januar 2017 als 13. Person in den Indianapolis Colts Ring of Honor aufgenommen.

## Werke
- Bill Polian, Vic Carucci: The Game Plan: The Art of Building a Winning Football Team. Triumph Books, 2014, ISBN 978-1-60078-981-6.